# ダルガチ
ダルガ（daruγa）ないしダルガチ（daruγa-či）とは、モンゴル帝国の官職。

## 概要
モンゴル帝国の初期において、モンゴル軍団の軍政や諸事の裁定を行ったジャルグチ、財政の一切を管理したビチクチとならぶモンゴル帝国初期の重要官職である。主に政権中央から派遣され、各々の領地の民政統治官、行政長官としての業務を行う。漢語史料では達魯花赤と表記され、『集史』などのペルシア語文献ではダルガ（ダールーガ） داروغه dārūgha として表れる言葉であり、テュルク語のバスカク بسقاق basqāq 、アラビア語のシャフナ شحنة shahna （軍政管民官）といったものと同義語として用いられた。大元ウルスやイルハン朝といったモンゴル諸王家だけではなく、ティムール朝など後のテュルク・モンゴル系の政権などへも受け継がれた。
もともと、モンゴル高原を統一してモンゴル帝国の始祖となったチンギス・カンが東西へ行った遠征以降に、占領した旧金朝の華北やホラズム・シャー朝の領域だった中央アジア、イランなどの各地域に対し、モンゴル皇帝であるカアン（ハーン）の代官として設置したもの。その主な任務は、徴税、戸口調査、駅伝事務、民政一般、治安維持などである。
東方においては、クビライ・カアンにより大元ウルス（元朝）が成立すると、その行政組織の中で正式に制度化され、地方行政官庁などに必ず置かれた。元の行政では人間集団ごと（モンゴル人、西域人（色目人）、漢人など）による階級差別 が存在しており、このダルガチ（達魯花赤）に任命されるのはほとんどモンゴル人、稀に西域人や女真人で、漢人が任命されることはなかった。